# Quercy
Quercy (okzitanisch Carcin) ist eine ehemalige französische Provinz im Südwesten des Landes. Sie grenzt im Norden an das Limousin, im Westen an das Périgord und das Agenais, im Süden an die Gascogne und ans Languedoc sowie im Osten an die Rouergue und die Auvergne. Geographisch wird zwischen dem Haut-Quercy (um Figeac, Rocamadour und Cahors) und dem Bas Quercy oder Quercy Blanc (um Montauban und Moissac) unterschieden.

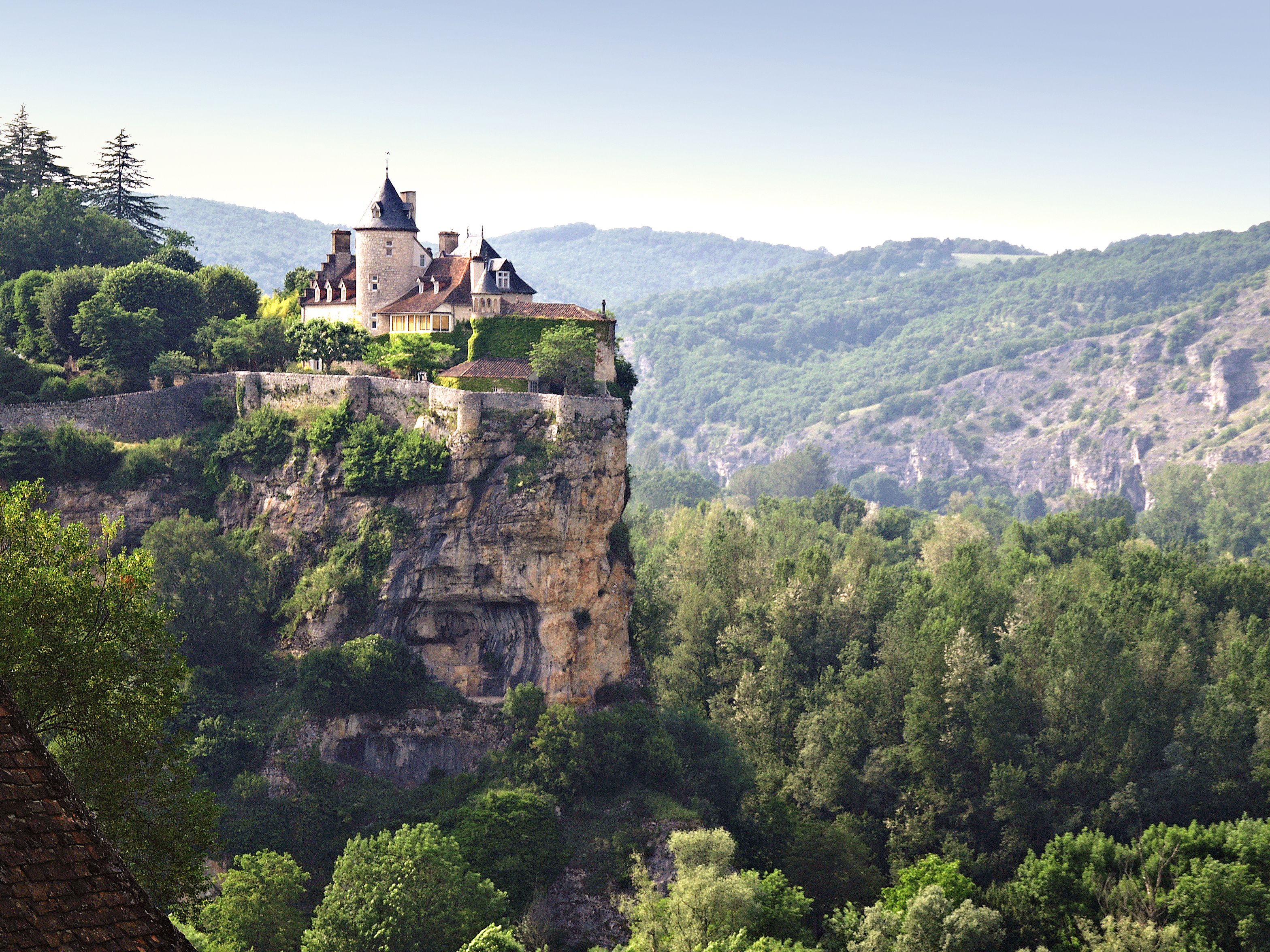
Château de Belcastel bei Lacave

## Toponym
Der Name ist wahrscheinlich abgeleitet von der lateinischen Bezeichnung Cadurcinum, welche wiederum auf den – vielleicht aus dem süddeutschen Raum eingewanderten – keltischen Volksstamm der Kadurker verweist. Die Bezeichnungen Haute-Guyenne und Quercy werden oft synonym verwendet.

## Geografie

Karte des Quercy

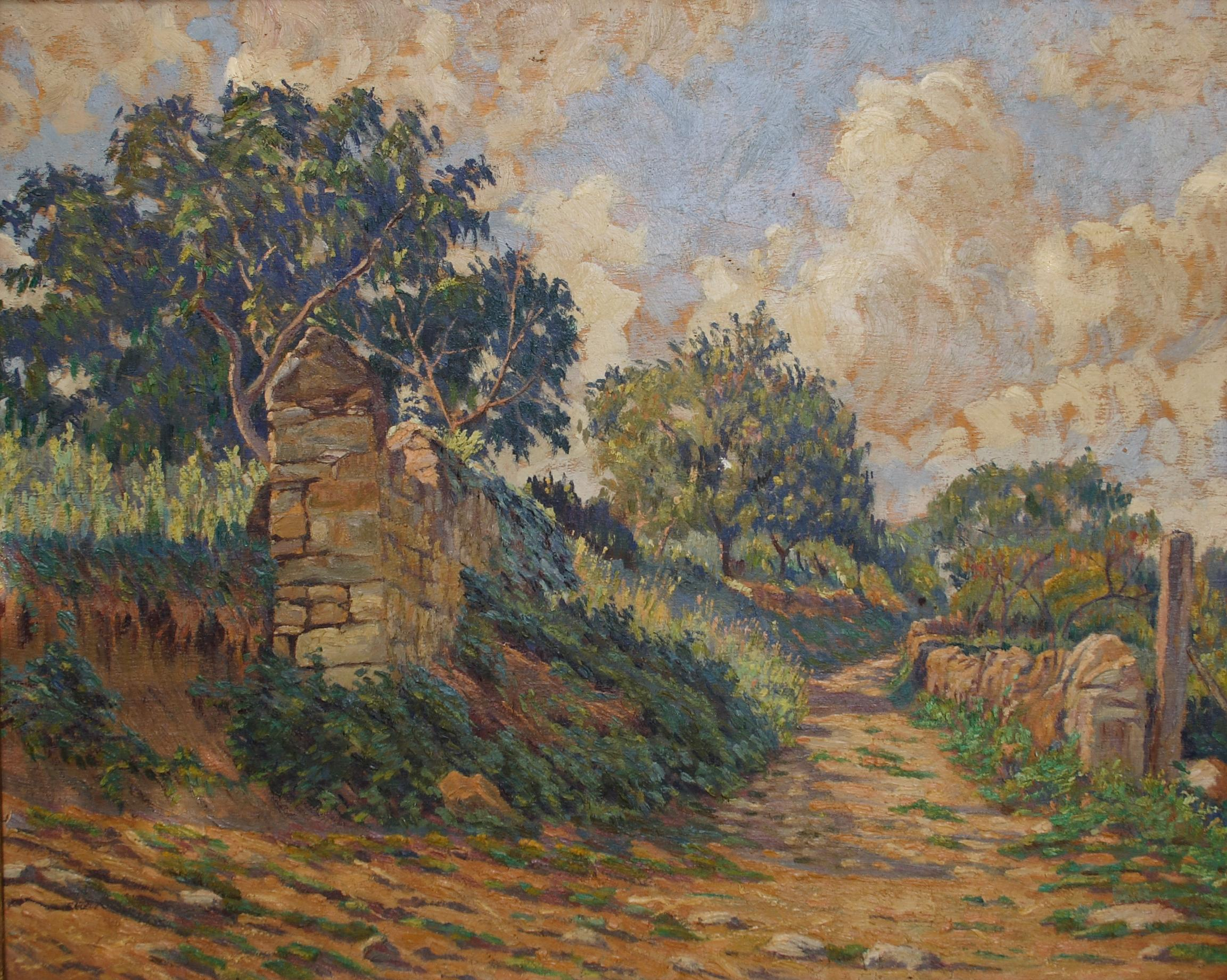
Georges Émile Lebacq – Weg bei Carennac (um 1935)

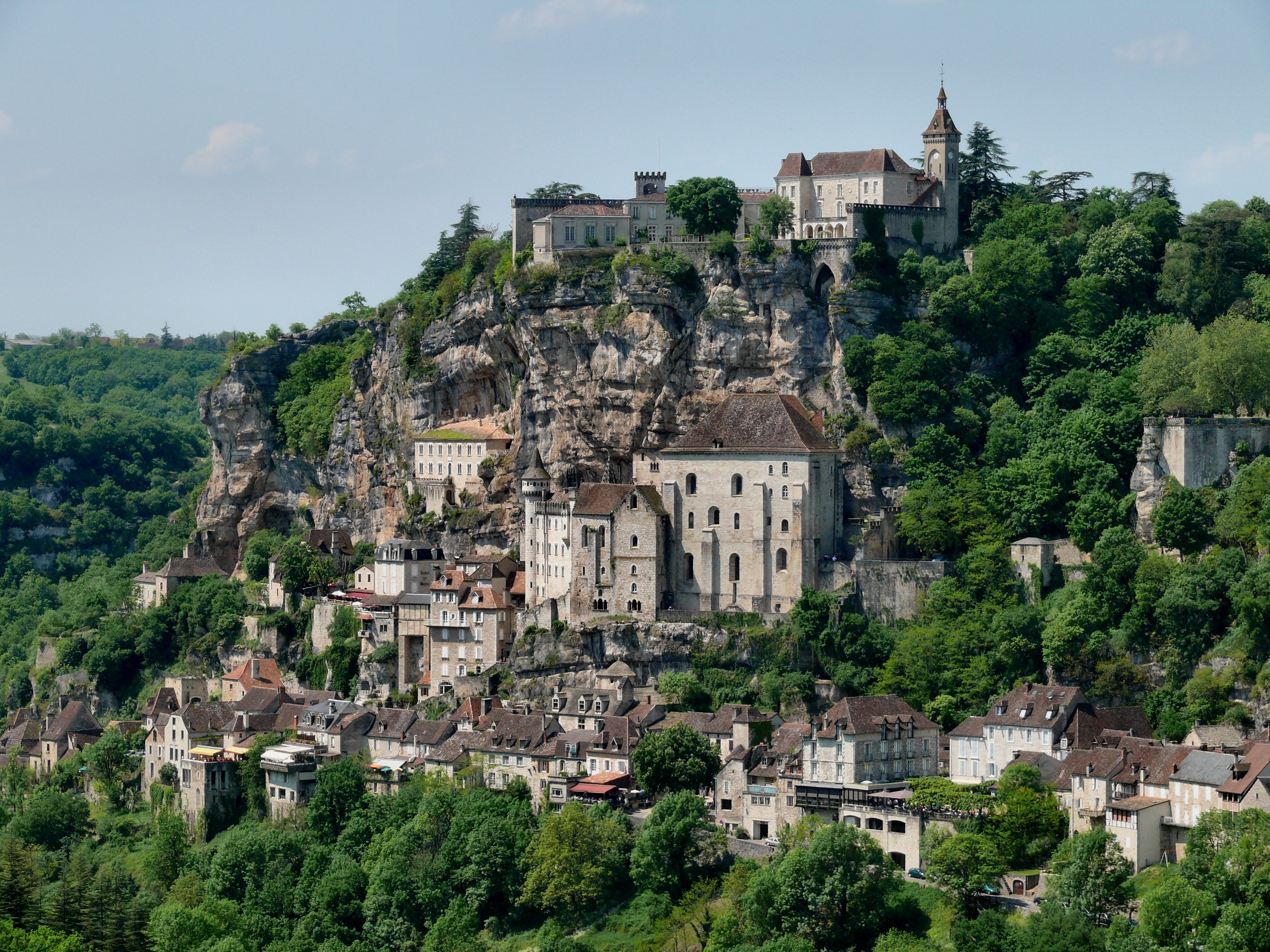
Rocamadour

### Lage
Seit der Französischen Revolution ist das Quercy auf die Départements Lot und Tarn-et-Garonne aufgeteilt, wobei es den wesentlichen Teil des ersteren und die nördliche Hälfte des letzteren darstellt.

### Landschaft
Das zerklüftete und waldreiche Zentrum des Haut-Quercy hat Mittelgebirgscharakter, wobei die höchsten Erhebungen gerade mal 400 m erreichen. Nach Süden und Südwesten flachen die Landschaftsformationen merklich ab.

### Städte
Die traditionelle Hauptstadt des Quercy ist Cahors (ca. 20.000 Einwohner), heute die Präfektur des Départements Lot. Die größte Stadt hingegen ist Montauban (ca. 60.000 Einwohner), die Präfektur des Départements Tarn-et-Garonne auf der früheren Grenze zwischen dem Quercy und dem Languedoc, einem Gebiet, das sich sehr stark vom Rest der Provinz unterscheidet und historisch wie kulturell immer schon an Toulouse und das übrige Languedoc angelehnt war und somit gar nicht als integraler Bestandteils des Quercy betrachtet werden sollte. Weitere Städte im Quercy sind Moissac (ca. 14.000 Einwohner) und Figeac (ca. 13.500 Einwohner).

### Flüsse
Die wichtigsten Flüsse im Quercy sind der Lot und sein Nebenfluss Célé. Die Dordogne bildet in etwa die nördliche, der Aveyron die östliche und südliche Grenze der historischen Provinz; im Südwesten bei Moissac bildet der Tarn die Südgrenze des Quercy.

### Klima
Das Klima im Haut Quercy wird in hohem Maße vom Zentralmassiv beeinflusst – die Tageshöchsttemperaturen liegen im Sommer bei etwa 30 °C, im Winter bei etwa 10 °C, wobei Minusgrade in wolkenlosen Winternächten üblich sind. Im durchweg wärmeren Bas-Quercy sind auch atlantische Klimaeinflüsse spürbar – die Tageshöchsttemperaturen liegen im Sommer bei maximal 35 °C, im Winter bei etwa 15 °C; Nachtfröste sind sehr selten.

## Bevölkerung
Das Quercy ist 6.987 km² groß und hatte bei der Volkszählung im Jahr 1999 knapp 276.000 Einwohner, was einer Bevölkerungsdichte von 40 Personen pro km² entspricht. Zieht man die Einwohner der Stadt Montauban ab, reduziert sich die Einwohnerzahl auf ca. 220.000 und die Bevölkerungsdichte auf 33 Einwohner pro km².

## Wirtschaft
Das Quercy war immer schon landwirtschaftlich geprägt, wobei der traditionelle Ackerbau wegen der oft zerklüfteten Landschaftsformationen und der steinigen Böden gegenüber der Viehzucht (Rinder, Schweine, Gänse, Enten, Truthähne, Hühner) meist zurücktritt. Typische und kostbare Randprodukte im Gebiet des Haut-Quercy sind Safran und Trüffel; auch Esskastanien, Nüsse und Obst sind typische regionale Produkte des nördlichen Quercy. Im Südwesten des Quercy hingegen dominiert die Feldwirtschaft (Weizen, Mais, Sonnenblumen); in der Umgebung der Städte Cahors, Montauban und Moissac wird auch Weinbau betrieben. Industrieansiedlungen gibt es hingegen kaum.

## Geschichte

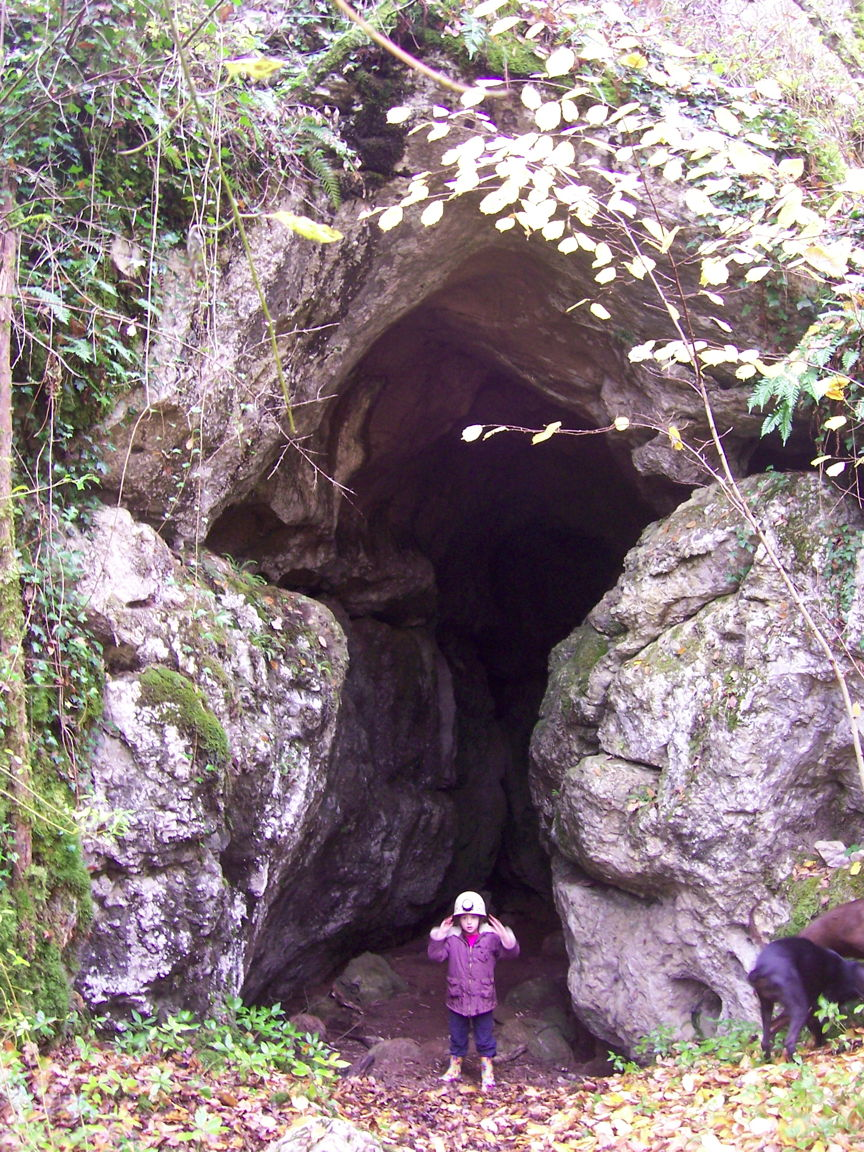
Igue de la Crousate

Vor allem im Norden des Quercy finden sich mehrere Dolmen, Menhire sind hier – anders als in der benachbarten Rouergue – selten. Ebenfalls im Norden des Quercy, bei Vayrac und Saint-Denis-lès-Martel lag wahrscheinlich das keltische oppidum Uxellodunum, das von den Truppen Julius Cäsars im Jahre 51 v. Chr., also nach der Schlacht um Alesia, eingenommen wurde. Es war die letzte große Schlacht im Gallischen Krieg.

Jakobswege im Mittelalter

Seit der Spätantike, aber mit einer Unterbrechung während der Französischen Revolution, war Cahors Bischofssitz. In einer Urkunde aus der Zeit um 780 ist von einem Gau mit Namen Cadurcensis pagus die Rede, welches im 9. Jahrhundert in der Grafschaft Toulouse aufging. Seit dem Mittelalter führt einer der Jakobswege (Via Podiensis) von Le Puy kommend über Figeac, Cahors und Moissac quer durch das Quercy, das mit Rocamadour eines der wichtigsten Pilgerziele Frankreichs besaß. Im frühen 13. Jahrhundert geriet der Süden des Quercy in den Einflussbereich katharischer Lehren; im ausgehenden 13. Jahrhundert war die Haute-Guyenne in die territorialen Auseinandersetzungen zwischen England und Frankreich verwickelt, die letztlich im Hundertjährigen Krieg (1337–1453) gipfelten. In den Jahren 1373 bis 1380 eroberte Bertrand du Guesclin das Gebiet für die französische Krone zurück. Das Bas-Quercy geriet im 16. Jahrhundert unter protestantischen Einfluss, während das Haut-Quercy katholisch blieb. Im Jahr 1779 wurde die historische Provinz der Rouergue dem Quercy angegliedert. Die französische Revolution respektierte bei der Einteilung der Départements weitgehend die alten Grenzen des Quercy und schuf dafür das Département Lot, von dem im Jahr 1808 Teile dem neugeschaffenen Département Tarn-et-Garonne zugeschlagen wurden.

## Sehenswürdigkeiten

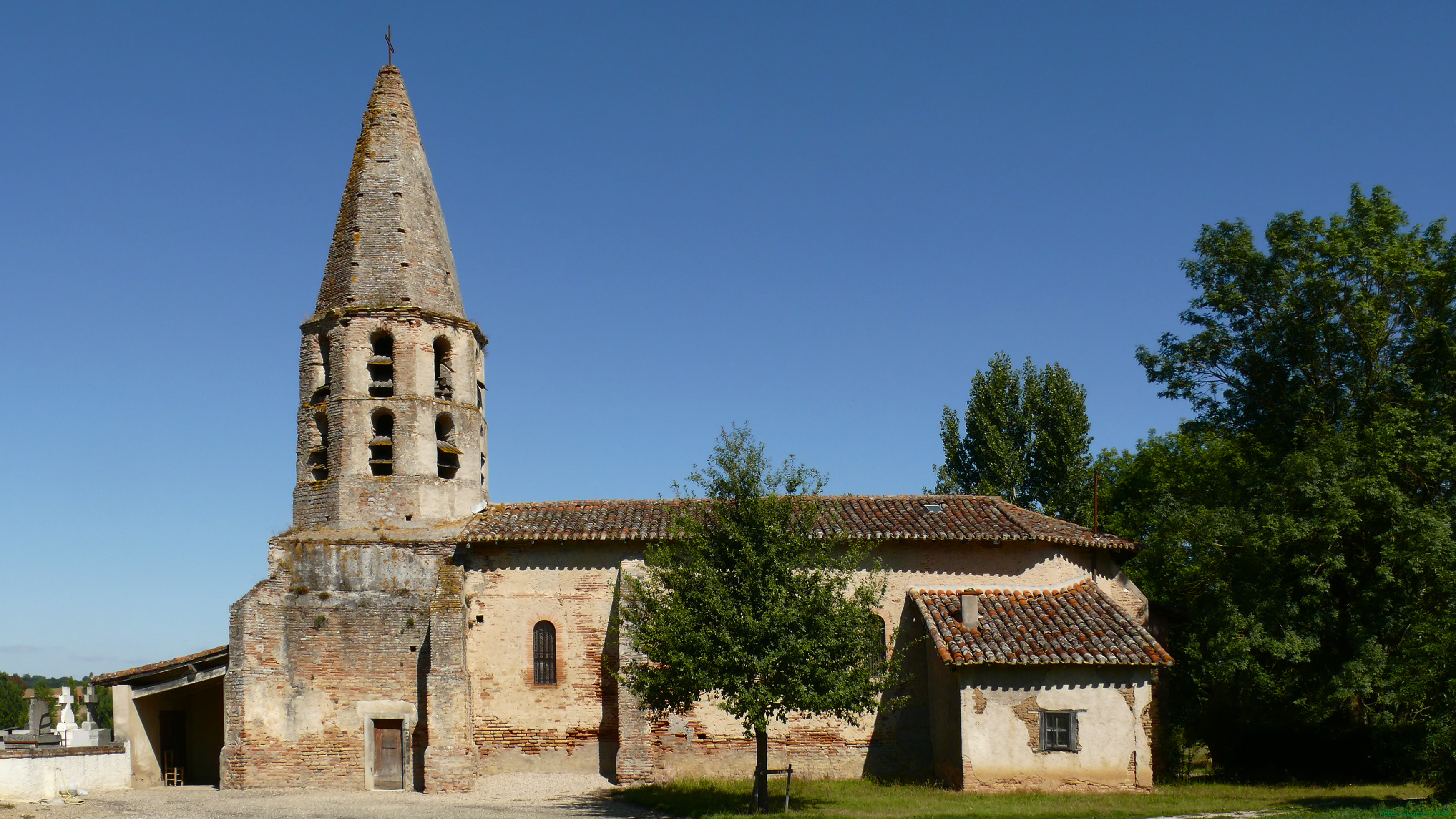
Dorfkirche im Quercy

Das Quercy ist reich an landschaftlichen (z. B. Regionaler Naturpark Causses du Quercy oder die Gouffre de Padirac, Igue de la Crouzate) und kulturellen Sehenswürdigkeiten: Prähistorische Höhlen (z. B. Pech-Merle) finden sich ebenso wie einige der Schönsten Dörfer Frankreichs (z. B. Autoire, Capdenac, Cardaillac, Carennac, Loubressac, Saint-Cirq-Lapopie im Norden sowie Bruniquel und Lauzerte im Süden bzw. im Südwesten). Bedeutende romanische Kirchen (z. B. die ehemaligen Abteikirchen Saint-Pierre (Carennac), Sainte-Marie in Souillac oder Saint-Pierre in Moissac) sind ebenso zu bewundern wie einfache Dorfkirchen, spektakulär gelegene mittelalterliche Pilgerorte (z. B. Rocamadour) oder Burgen (z. B. das Château de Belcastel bei Lacave). Mittelalterliche Burgen und Renaissanceschlösser (z. B. Schloss Assier) sind im Quercy eher selten. Der Pont Valentré in Cahors ist das bedeutendste Beispiel einer stadtnahen mittelalterlichen Brücke in ganz Frankreich.

## Küche
Wie das Périgord, so ist auch das Quercy für seine mehrfach ausgezeichnete regionale Küche bekannt, die im Wesentlichen auf der Zubereitung von Geflügel (Gänse und Enten) basiert (siehe Gänseleberpastete und Confits). Auch Trüffel, Esskastanien, Nüsse und Obst (Äpfel, Birnen, Feigen etc.) gehören dazu. Typische Käsesorte der Region ist der Cabecou.

## Persönlichkeiten
- Galiot de Genouillac (1465–1546), Diplomat und Heerführer unter Ludwig XII. und Franz I., wurde im Schloss Assier geboren.
- Clément Marot (1496–1544), Dichter am Hof Franz I., wurde in Cahors geboren.
- Joachim Murat (1767–1815), Marschall Napoleons, wurde in Labastide-Fortunière (heute Labastide-Murat) geboren.
- Léon Gambetta (1838–1882), Politiker, wurde in Cahors geboren.